# Коррея де Силлос, Демостенес
Демо́стенес Коррея де Силлос (порт.-браз. Demósthenes Correa de Syllos; 17 января 1892, Каза-Бранка, штат Сан-Паулу — 11 августа 1961, Рио-де-Жанейро), иногда де Силос (порт.-браз. de Sylos) — бразильский футболист, нападающий. Также работал футбольным арбитром.

## Карьера
Демостенес начал карьеру в клубе «Маккензи Коллеж» в 1910 году. Два года спустя футболист перешёл в «АА дас Палмейрас». В 1915 году он стал с командой чемпионом штата Сан-Паулу. В 1916 году нападающий в составе сборной Бразилии поехал на первый чемпионат Южной Америки. Там он провёл одну игру — матч против Чили (1:1), где забил единственный гол свое команды. Эта встреча стала для него единственной за национальную команду. В 1919 году Демостенес завершил игровую карьеру. По некоторым данным он не играл в 1920 и 1921 годах, а затем продолжил карьеру в клубе «Пелотас».
После завершения игровой карьеры работал футбольным арбитром, в частности в 1919 и 1920 годах судил матчи чемпионата штата.

## Международная статистика
| Матчи Демостенеса за сборную Бразилии | Матчи Демостенеса за сборную Бразилии | Матчи Демостенеса за сборную Бразилии | Матчи Демостенеса за сборную Бразилии | Матчи Демостенеса за сборную Бразилии | Матчи Демостенеса за сборную Бразилии | Матчи Демостенеса за сборную Бразилии |
| ------------------------------------- | ------------------------------------- | ------------------------------------- | ------------------------------------- | ------------------------------------- | ------------------------------------- | ------------------------------------- |
| №                                     | Дата                                  | Место проведения                      | Оппонент                              | Счёт                                  | Голы                                  | Турнир                                |
| 1                                     | 18 июля 1916                          | Буэнос-Айрес                          | Чили                                  | 1:1                                   | 1                                     | Чемпионат Южной Америки               |

## Достижения
- Чемпион штата Сан-Паулу: 1915